# مصطفی کمال ان‌داو
مصطفی کمال ان‌داو (انگلیسی: Mustapha Kamal N'Daw؛ زادهٔ ۱۵ نوامبر ۱۹۸۱) ورزشکار اهل گامبیا است.
از باشگاه‌هایی که در آن بازی کرده‌است می‌توان به اندرلشت و خنت اشاره کرد.
وی همچنین در تیم ملی فوتبال گامبیا بازی کرده است.